# Santa Coloma de Sellui
Santa Coloma de Sellui és una església sufragània del poble de Sellui, de l'antic terme municipal de Montcortès de Pallars, i de l'actual de Baix Pallars, a la comarca del Pallars Sobirà.
Està situada en el mateix poble de Sellui, en el sector sud-oriental de la petita població.

## Descripció
Petita església d'una sola nau i capçalera rectangular al nord. El costat oest es troba adossat a la muntanya degut a la forta inclinació del vessant on s'assenta el poble. La porta, molt senzilla, s'obre al sud. La coberta és a una sola vessant. Sobre la façana meridional i en el punt més alt de la coberta s'aixeca un petit cloquer modern, construït amb totxana vista. A l'oest, a un nivell superior, hi ha adossada una petita dependència.